# BAB (politieke partij)
De B.A.B. (Belang Aalburgse Burgers) was een op 20 december 1989 opgerichte Nederlandse voormalige lokale politieke partij. De officiële naam was "Vereniging voor Belangenbehartiging Aalburgse Burgers".
Na de gemeenteraadsverkiezingen van 2010 van was de partij met 2 zetels vertegenwoordigd in de Aalburgse gemeenteraad. Bij de verkiezingen van 2010 verloor de partij een van de zetels. Op 1 januari 2019 fuseerde Aalburg met Werkendam en Woudrichem tot de gemeente Altena en bij de herindelingsverkiezingen van 2018 kwam de B.A.B. niet in de raad van de nieuwe gemeente.
De B.A.B. vormde tussen 2010 en 2014 een coalitie met het CDA en de SGP.